# Las Garzas
Las Garzas é uma junta de governo (comuna) da província de Santa Fé, na Argentina.

## Filhos famosos
- Horacio Guarany